# Janet Cubas
Janet Isabel Cubas Carranza (Chiclayo, 16 de junio de 1962) es una contadora pública, administradora, docente universitaria y política peruana. Es la actual alcaldesa de la ciudad Chiclayo para el periodo 2023-2026, siendo la segunda mujer en ejerce dicho cargo (siendo primera Elizabeth Montenegro como alcaldesa interina) mas la primera mujer electa durante las elecciones municipales del 2022. Anteriormente fue regidora provincial desde enero del 2003 hasta diciembre del 2010.

## Biografía
Janet Cubas nació en la ciudad de Chiclayo, ubicado en el departamento de Lambayeque, el 16 de junio de 1962.
Estudió la carrera de Contabilidad en la Universidad Nacional Pedro Ruiz Gallo, titulándose como contadora pública en el año 1986. También realizó un estudio postgrado en la misma universidad, obteniendo el doctorado en Administración en el año 2019.
Fue docente en la Universidad Señor de Sipán desde el año 2003 hasta el año 2022 en la sede del distrito de Pimentel.

## Carrera política
Fue militante de Acción Popular, partido político fundado y liderado por Fernando Belaúnde Terry. Como partidaria, ejerció el cargo de secretaria regional en la sede del partido en Lambayeque desde el año 2011 hasta el año 2012.
En las elecciones municipales del año 2002, Janet Cubas inició su carrera política al postular como regidora de la provincia de Chiclayo por Acción Popular, quien tenía como candidato para alcalde a Arturo Castillo Chirinos. Finalizando los comicios, Janet Cubas logró ser elegida como regidora provincial y fue juramentada por el alcalde Castillo para el periodo municipal 2003-2006. Cubas fue nuevamente elegida en las elecciones municipales del año 2006 para un segundo periodo municipal.
En las elecciones municipales del año 2010, Janet Cubas fue elegida por el partido Acción Popular como su candidata a la alcaldía de Chiclayo, sin embargo, su candidatura quedó en el octavo puesto tras obtener solamente el 3.62% de votos de preferencia.
En julio del 2017, Janet Cubas renunció a Acción Popular y posteriormente en el año 2018 se afilió al partido Juntos por el Perú, donde seguidamente participó en las elecciones municipales de ese mismo año y quedó en el tercer lugar, metiendo un regidor al municipio chiclayano.
Luego intentó sin éxito ser congresista en las elecciones extraordinarias del año 2020 y en las elecciones del año 2021.

### Alcaldesa de Chiclayo
En las elecciones municipales del 2022, Janet Cubas volvió a postular a la alcaldía chiclayana por Juntos por el Perú y dentro de sus propuestas formulaba la recuperación de Chiclayo debidos a los actos de corrupción cometidos en las anteriores gestiones municipales.
Finalmente, Janet Cubas fue elegida como alcaldesa de la ciudad Chiclayo, venciendo al candidato Antonio Uriarte de Alianza para el Progreso y siendo la primera mujer en ser elegida como alcaldesa de dicha provincia. Posteriormente el 1 de enero del 2023, Janet Cubas fue juramentada como alcaldesa para el periodo municipal 2023-2026.
En julio del año 2024, Janet Cubas renunció a Juntos por el Perú. Sin embargo, el partido anunció que Cubas fue expulsada debido a su incumplimiento de promesas de su campaña electoral.